# Contea di Sclafani (vino)
Il Contea di Sclafani è una Denominazione di Origine Controllata (DOC) che abbraccia alcuni vini delle province di Palermo, di Caltanissetta e di Agrigento.
E precisamente i seguenti:
- Contea di Sclafani rosso
- Contea di Sclafani rosso novello
- Contea di Sclafani rosso riserva
- Contea di Sclafani rosato
- Contea di Sclafani bianco
- Contea di Sclafani Ansonica o Insolia
- Contea di Sclafani Catarratti
- Contea di Sclafani Grecanico
- Contea di Sclafani Grillo
- Contea di Sclafani Chardonnay
- Contea di Sclafani Pinot bianco
- Contea di Sclafani Sauvignon
- Contea di Sclafani dolce
- Contea di Sclafani dolce vendemmia tardiva
- Contea di Sclafani Nero d'Avola o Calabrese
- Contea di Sclafani Nero d'Avola o Calabrese riserva
- Contea di Sclafani Nerello Mascalese
- Contea di Sclafani Perricone
- Contea di Sclafani Perricone riserva
- Contea di Sclafani Cabernet Sauvignon
- Contea di Sclafani Cabernet Sauvignon riserva
- Contea di Sclafani Pinot nero
- Contea di Sclafani Pinot nero riserva
- Contea di Sclafani Syrah
- Contea di Sclafani Syrah riserva
- Contea di Sclafani Merlot
- Contea di Sclafani Merlot riserva
- Contea di Sclafani Sangiovese
- Contea di Sclafani Sangiovese riserva
- Contea di Sclafani Spumante